# Liste des paroisses civiles du Lincolnshire

Localisation du comté de Lincolnshire en Angleterre.

Voici la liste des paroisses civiles du comté cérémoniel du Lincolnshire, en Angleterre.

## Liste des paroisses civiles par district

### Boston

Carte du borough de Boston.

L'ancien borough municipal de Boston n'est pas découpé en paroisses.
- Algarkirk
- Amber Hill
- Benington
- Bicker
- Butterwick
- Fishtoft
- Fosdyke
- Frampton
- Freiston
- Holland Fen with Brothertoft
- Kirton
- Leverton
- Old Leake
- Sutterton
- Swineshead
- Wigtoft
- Wrangle
- Wyberton

### East Lindsey

Carte du district d'East Lindsey.

Ce district est entièrement découpé en paroisses.
- Aby with Greenfield
- Addlethorpe
- Alford (ville)
- Alvingham
- Anderby
- Ashby with Scremby
- Asterby
- Aswardby
- Authorpe
- Baumber
- Beesby with Saleby
- Belchford
- Belleau
- Benniworth
- Bigby
- Bilsby
- Binbrook
- Bolingbroke
- Brackenborough with Little Grimsby
- Bratoft
- Brinkhill
- Bucknall
- Burgh le Marsh
- Burgh on Bain
- Burwell
- Calcethorpe with Kelstern
- Candlesby with Gunby
- Carrington
- Chapel St Leonards
- Claxby St Andrew
- Coningsby
- Conisholme
- Covenham
- Croft
- Cumberworth
- Dalby
- Donington on Bain
- East Barkwith
- East Keal
- East Kirkby
- Eastville
- Edlington with Wispington
- Elkington
- Firsby
- Fotherby
- Friskney
- Frithville
- Fulletby
- Fulstow
- Gautby
- Gayton le Marsh
- Goulceby
- Grainsby
- Grainthorpe
- Great Carlton
- Great Steeping
- Great Sturton
- Greetham with Somersby
- Grimoldby
- Hagworthingham
- Hainton
- Hallington
- Haltham
- Halton Holegate
- Hameringham
- Hannah cum Hagnaby
- Harrington
- Hatton
- Haugh
- Haugham
- Hemingby
- High Toynton
- Hogsthorpe
- Holton-le-Clay
- Horncastle (ville)
- Horsington
- Hundleby
- Huttoft
- Ingoldmells
- Irby in the Marsh
- Keddington
- Kirkby on Bain
- Langriville
- Langton
- Langton by Spilsby
- Langton by Wragby
- Legbourne
- Little Carlton
- Little Cawthorpe
- Little Steeping
- Louth (ville)
- Low Toynton
- Ludborough
- Ludford
- Mablethorpe and Sutton
- Maidenwell
- Maltby le Marsh
- Manby
- Mareham le Fen
- Mareham on the Hill
- Markby
- Market Stainton
- Marshchapel
- Mavis Enderby
- Midville
- Minting
- Mumby
- New Leake
- North Cockerington
- North Cotes
- North Ormsby
- North Somercotes
- North Thoresby
- Orby
- Partney
- Raithby by Spilsby
- Raithby cum Maltby
- Ranby
- Reston
- Revesby
- Roughton
- Saltfleetby
- Sausthorpe
- Scamblesby
- Scrivelsby
- Sibsey
- Skegness (ville)
- Skendleby
- Skidbrooke
- Sotby
- South Cockerington
- South Somercotes
- South Thoresby
- South Willingham
- Spilsby (ville)
- Stewton
- Stickford
- Stickney
- Stixwould and Woodhall
- Strubby
- Swaby
- Tathwell
- Tattershall
- Tattershall Thorpe
- Tetford
- Tetney
- Theddlethorpe All Saints
- Theddlethorpe St Helen
- Thimbleby
- Thornton le Fen
- Thorpe St Peter
- Toynton All Saints
- Toynton St Peter
- Ulceby with Fordington
- Utterby
- Waddingworth
- Wainfleet All Saints (ville)
- Wainfleet St Mary
- Waithe
- Well
- Welton le Marsh
- Welton Le Wold
- West Ashby
- West Barkwith
- West Keal
- West Torrington
- Wildmore
- Willoughby with Sloothby
- Withcall
- Withern with Stain
- Wood Enderby
- Woodhall Spa
- Wragby
- Wyham cum Cadeby
- Yarburgh

### Lincoln

Carte de la cité de Lincoln.

L'ancien borough de comté de Lincoln n'est pas découpé en paroisses. 

### North East Lincolnshire

Carte du district de North East Lincolnshire.

L'ancien borough municipal de Cleethorpes et une partie de l'ancien borough de comté de Grimsby ne sont pas découpés en paroisses.
- Ashby cum Fenby
- Aylesby
- Barnoldby le Beck
- Bradley
- Brigsley
- East Ravendale
- Great Coates
- Habrough
- Hatcliffe
- Healing
- Humberston
- Immingham (ville)
- Irby upon Humber
- Laceby
- New Waltham
- Stallingborough
- Waltham
- Wold Newton

### North Kesteven

Carte du district de North Kesteven.

Ce district est entièrement découpé en paroisses.
- Anwick
- Asgarby and Howell
- Ashby de la Launde and Bloxholm
- Aswarby and Swarby
- Aubourn with Haddington
- Aunsby and Dembleby
- Bassingham
- Beckingham
- Billinghay
- Blankney
- Boothby Graffoe
- Bracebridge Heath
- Branston and Mere
- Burton Pedwardine
- Canwick
- Carlton-le-Moorland
- Coleby
- Doddington
- Dogdyke
- Ewerby and Evedon
- Great Hale
- Harmston
- Heckington
- Heighington
- Helpringham
- Kirkby la Thorpe
- Leadenham
- Leasingham
- Little Hale
- Martin
- Metheringham
- Navenby
- Newton and Haceby
- Nocton
- North Hykeham
- North Kyme
- North Rauceby
- North Scarle
- Norton Disney
- Osbournby
- Potterhanworth
- Rowston
- Ruskington
- Scopwick
- Scredington
- Silk Willoughby
- Skellingthorpe
- Sleaford (ville)
- South Hykeham
- South Kyme
- South Rauceby
- Stapleford
- Swaton
- Swinderby
- Temple Bruer with Temple High Grange
- Thorpe on the Hill
- Threekingham
- Thurlby
- Timberland
- Waddington
- Walcot
- Walcott
- Washingborough
- Welbourn
- Wellingore
- Wilsford
- Witham St Hughs

### North Lincolnshire

Carte du district de North Lincolnshire.

L'ancien borough municipal de Scunthorpe n'est pas découpé en paroisses.
- Alkborough
- Amcotts
- Appleby
- Ashby Parkland
- Barnetby le Wold
- Barrow upon Humber
- Barton-upon-Humber (ville)
- Belton
- Bonby
- Bottesford
- Brigg (ville)
- Broughton
- Burringham
- Burton upon Stather
- Cadney
- Croxton
- Digby
- Dorrington
- Dunston
- East Halton
- Eastoft
- Elsham
- Epworth (ville)
- Flixborough
- Goxhill
- Gunness
- Haxey
- Hibaldstow
- Horkstow
- Kirton in Lindsey
- Manton
- Melton Ross
- Messingham
- New Holland
- North Killingholme
- Owston Ferry
- Redbourne
- Roxby cum Risby
- Saxby All Saints
- Scawby
- South Ferriby
- South Killingholme
- Thornton Curtis
- Ulceby
- West Butterwick
- West Halton
- Whitton
- Winteringham
- Winterton
- Wootton
- Worlaby
- Wrawby
- Wroot

### South Holland

Carte du district de South Holland.

L'ancien district urbain de Spalding n'est pas découpé en paroisses.
- Cowbit
- Crowland
- Deeping St Nicholas
- Donington
- Fleet
- Gedney
- Gedney Hill
- Gosberton
- Holbeach (ville)
- Little Sutton
- Long Sutton
- Lutton
- Pinchbeck
- Quadring
- Surfleet
- Sutton Bridge
- Sutton St Edmund
- Sutton St James
- Tydd St Mary
- Weston
- Whaplode

### South Kesteven

Carte du district de South Kesteven.

L'ancien borough municipal de Grantham n'est pas découpé en paroisses.

### West Lindsey

Carte du district de West Lindsey.

Ce district est entièrement découpé en paroisses.
- Aisthorpe
- Apley
- Bardney
- Barlings
- Bishop Norton
- Blyborough
- Blyton
- Brampton
- Brattleby
- Broadholme
- Brocklesby
- Brookenby
- Broxholme
- Bullington
- Burton
- Buslingthorpe
- Cabourne
- Caenby
- Caistor (ville)
- Cammeringham
- Cherry Willingham
- Claxby by Normanby
- Cold Hanworth
- Corringham
- Dunholme
- East Ferry
- East Stockwith
- Faldingworth
- Fenton
- Fillingham
- Fiskerton
- Friesthorpe
- Fulnetby
- Gainsborough (ville)
- Gate Burton
- Glentham
- Glentworth
- Goltho
- Grange de Lings
- Grasby
- Grayingham
- Great Limber
- Greetwell
- Hackthorn
- Harpswell
- Heapham
- Hemswell
- Hemswell Cliff
- Holton cum Beckering
- Holton le Moor
- Ingham
- Keelby
- Kettlethorpe
- Kexby
- Kirmond le Mire
- Knaith
- Laughton
- Lea
- Legsby
- Linwood
- Lissington
- Market Rasen (ville)
- Marton
- Middle Rasen
- Morton by Gainsborough
- Nettleham
- Nettleton
- Newball
- Newton on Trent
- Normanby by Spital
- Normanby le Wold
- North Carlton
- North Kelsey
- North Willingham
- Northorpe
- Osgodby
- Owersby
- Owmby-by-Spital
- Pilham
- Rand
- Reepham
- Riby
- Riseholme
- Rothwell
- Saxby
- Saxilby
- Scampton
- Scothern
- Scotter
- Scotton
- Searby cum Owmby
- Snarford
- Snelland
- Snitterby
- Somerby (Juxta Bigby)
- South Carlton
- South Kelsey
- Spridlington
- Springthorpe
- Stainfield
- Stainton by Langworth
- Stow
- Sturton by Stow
- Sudbrooke
- Swallow
- Swinhope
- Tealby
- Thoresway
- Thorganby
- Thorpe in the Fallows
- Toft Newton
- Torksey
- Upton
- Waddingham
- Walesby
- Welton
- West Firsby
- West Rasen
- Wickenby
- Wildsworth
- Willingham by Stow
- Willoughton